# Rivière Thémines
Der Rivière Thémines ist ein ca. 84 km langer Zufluss des Manicouagan-Stausees in der Verwaltungsregion Côte-Nord der kanadischen Provinz Québec.

## Flusslauf
Der Rivière Thémines bildet den Abfluss des Lac du Nord im Bereich des Kanadischen Schilds im Süden der Labrador-Halbinsel. Er fließt in südlicher Richtung. Dabei durchfließt er den Lac Le Cocq. Schließlich mündet er in das Nordufer des Manicouagan-Stausees. Das Einzugsgebiet des Rivière Thémines umfasst 1533 km². Der mittlere Abfluss beträgt 34 m³/s.

## Namensgebung
Der Name des Flusses leitet sich von Pons de Lauzières, Marquis de Thémines, ab.